# Тушинська (платформа)
Тушинська (до листопада 2019 року — Тушино) (рос. Тушинская) — зупинний пункт Ризького напрямку та  маршруту МЦД-2 Московської залізниці у Москві.
У складі Московсько-Смоленського центру організації роботи залізничних станцій ДЦС-3 Московської дирекції управління рухом.
Час руху від Москва-Ризька — 24 хвилини.

## Огляд
Розташовано на північному заході Москви, неподалік Волоколамського шосе, має виходи на проїзд Стратонавтів та Тушинську вулицю.
Найменовано по однойменній станції метро, перехід на яку з платформи у бік області відкрито 30 грудня 1975 року.
З 21 листопада 2019 року за кодифікатором ТР-4 виокремлено зі складу станції «Тушино» із присвоєнням сучасної назви.
Пряме сполучення на північний захід до станцій Нахабіно, Дєдовськ, Новоєрусалимська, Рум'янцево, Волоколамськ, Шаховська, на південь — до Москви-Ризької та через Москва-Пасажирська-Курська до станцій та з.п. Депо, Царицине, Червоний Будівельник, Щербинка, Подільськ, Львівська, Стовбова, Чехов, Серпухів.
Зупиняються всі електропоїзди, включаючи прискорені «Ластівки».
Має у складі одну центральну на дузі та одну пряму берегову платформи.
Прохід на станцію метро із центральної платформи здійснюється через підземний перехід.
Обладнано турнікетами, відноситься до другої тарифної зони.
На захід від платформи розташовується оборотний тупик для електропоїздів, який рідко використовується за призначенням (тільки при змінах у розкладі).

## Пересадки
- Метростанцію  Тушинська
- Автобуси: е30, е30к, 2, 62, 88, 96, 102, 210, 248, 356, 400т, 488, 614, 631, 640, 678, 741, 777, 930, Т;
  - обласні: 436, 540, 541, 542, 549, 568, 575, 856.